# František Lipka
František Lipka (ur. 22 lutego 1946 w Bratysławie) – słowacki poeta i tłumacz.

## Elementy biografii
Studiował filologię słowacką oraz serbsko-chorwacką na Uniwersytecie Komeńskiego w Bratysławie, gdzie później wykładał historię literatur serbskiej i chorwackiej. W latach 1972–1976 był lektorem języka słowackiego na Uniwersytecie w Nowym Sadzie. Od końca lat dziewięćdziesiątych pracuje w dyplomacji, był na placówkach w Belgradzie, Paryżu i Brukseli. Był szefem międzynarodowej komisji podczas referendum w sprawie niezależności Czarnogóry.

## Działalność translatorska
Tłumaczy z języka serbskiego, chorwackiego, słoweńskiego i macedońskiego (m.in. takich pisarzy, jak Ivo Andrić, Miloš Crnjanski, Dobrica Ćosić).

## Twórczość
Wydał tomy wierszy: Štvanica (Polowanie, 1970), Jazero (Jezioro, 1976), Zem na jazyku (Ziemia na języku, 1978), Orfeus na bicykli (Orfeusz na rowerze, 1980), Argonauti (Argonauci, 1981), Útek z obrazu (Ucieczka z obrazu, 1984) i Rozprava o metóde (Rozprawa o metodzie, 1989). Jest też autorem książki dla dzieci Farebné rozprávky (Kolorowe bajki, 1969), kilku antologii oraz przewodnika po słowackich winach.